# アゼルバイジャン共和国大統領附属安全保障会議

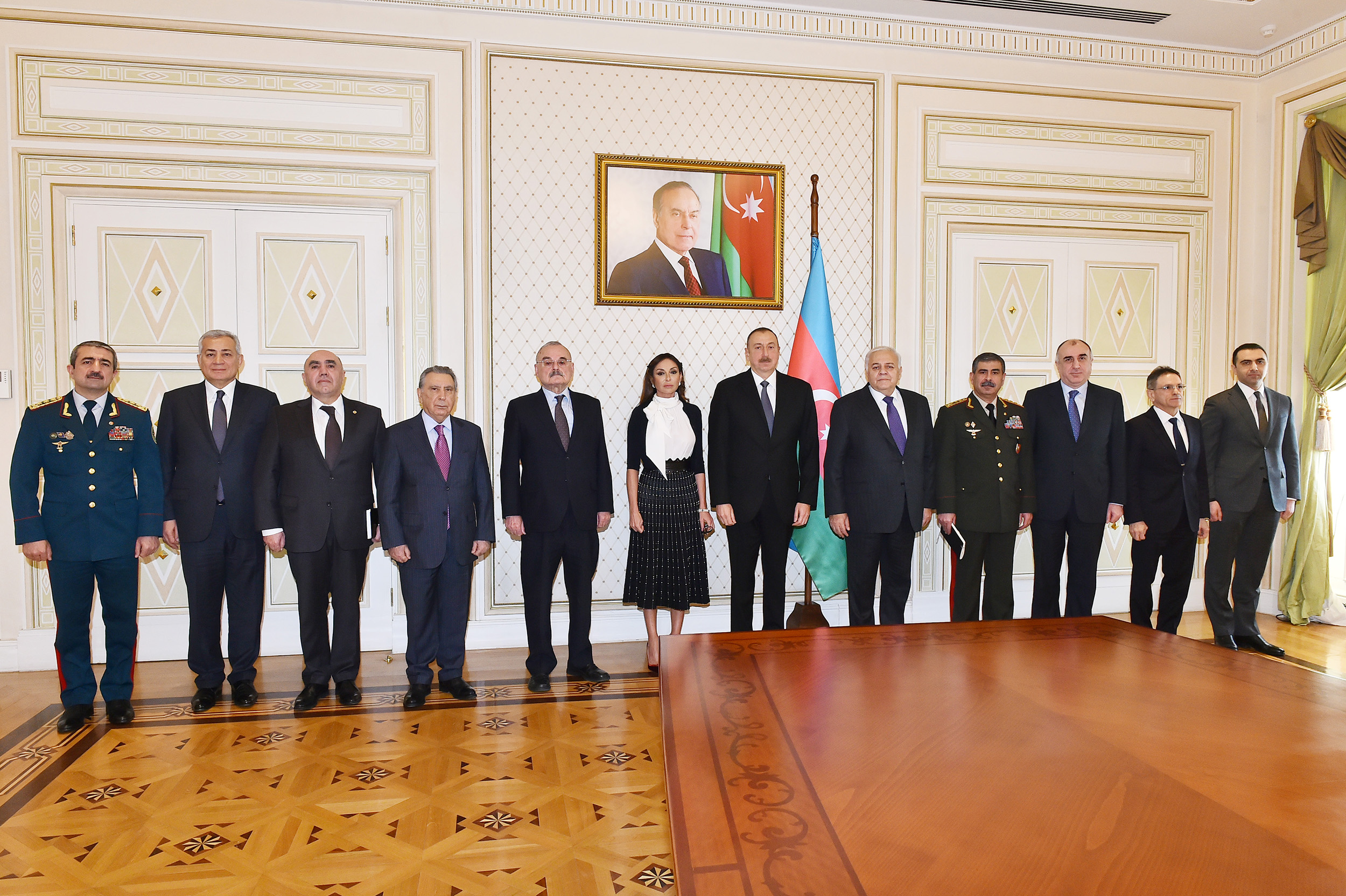
2017年度大統領附属安全保障会議の会合

アゼルバイジャン共和国大統領附属安全保障会議（アゼルバイジャンきょうわこくだいとうりょうふぞくあんぜんほしょうかいぎ、アゼルバイジャン語: Azərbaycan Respublikasının Prezidenti Yanında Təhlükəsizlik Şurası）は、国家安全保障分野において組織・調整活動を行うアゼルバイジャン大統領附属の合議制機関である。
1997年4月10日に設置。安全保障会議は、主要閣僚と関係機関トップで構成され、大統領が議長を務める。安全保障会議書記は、大統領府長官が務める。

## 安全保障会議議員
議長
- アゼルバイジャン共和国大統領

議員
- ミリー・メジリス（議会）議長
- アゼルバイジャン共和国第一副大統領
- 首相
- 大統領府長官（安全保障会議書記）
- 対外政策問題担当国家顧問
- 軍事問題担当国家顧問
- 検事総長
- 外務相
- 国防相
- 国家保安相
- 内務相